# 彭夢祖
彭夢祖（1549年—？），字應壽，直隸滁州全椒縣人，民籍，明朝政治人物。

## 生平
萬曆四年丙子科應天府鄉試第十四名，萬曆八年（1580年）庚辰科會試第一百二十四名，登二甲第四十四名進士。工部觀政，十年授户部主事，十三年差主考乡试雲南，十五年升员外郎，丁憂归乡。十九年复除本部，升郎中，二十一年升雲南知府，本年调任南康府，二十六年升浙江副使，二十九年升参政，三十年致仕。

## 家族
曾祖彭雄；祖父彭儒，曾任府同知；父彭渠，曾任訓導。母蔣氏。